# 潭子農會穀倉
24°12′54″N 120°42′21″E / 24.215069°N 120.705763°E
潭子農會穀倉，位於臺灣臺中市潭子區臺中線高架鐵路旁，今列臺中市市定古蹟。

## 建築

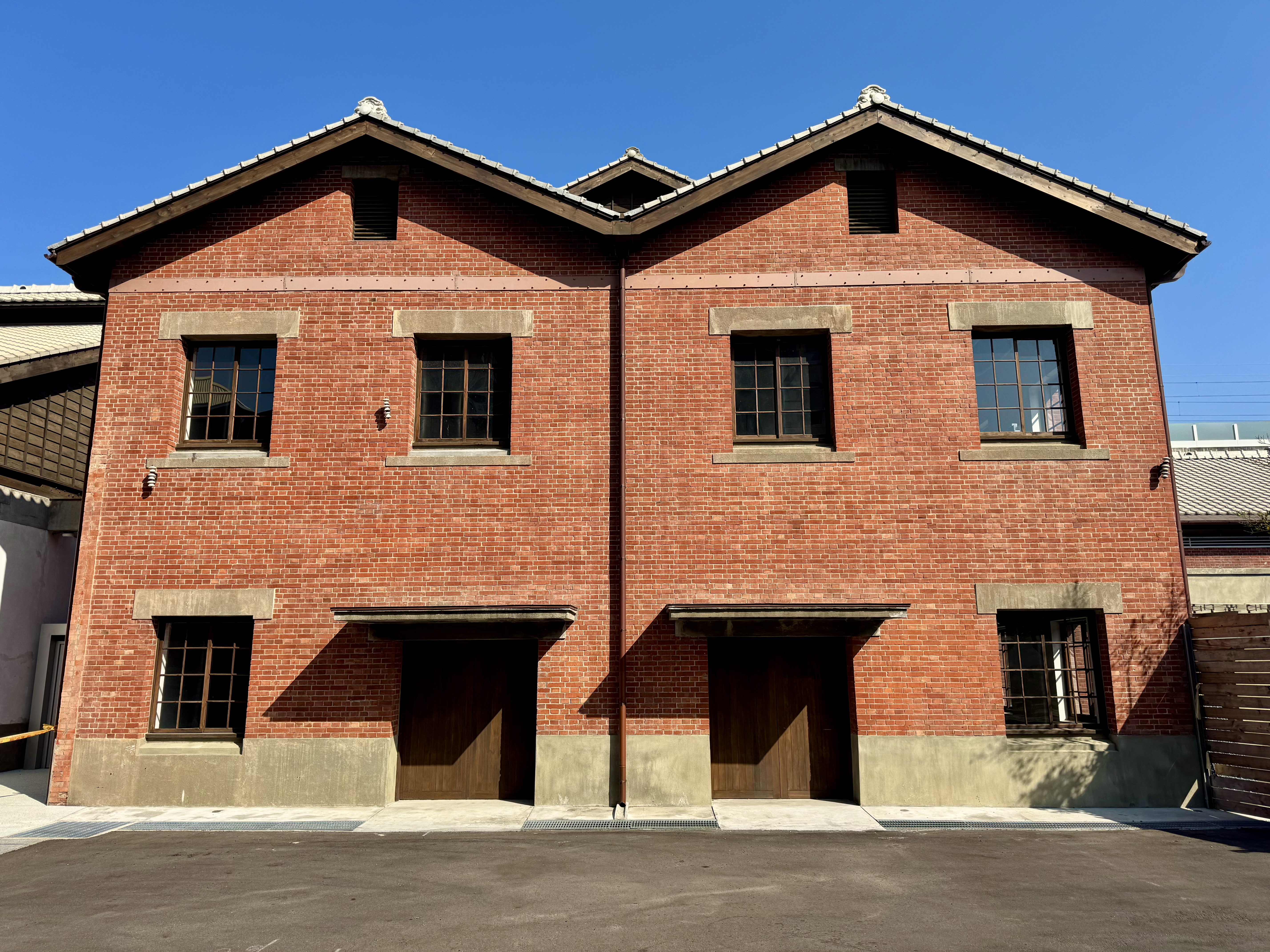
潭子農會碾米機房（屋頂鋸屋根式）

潭子因葫蘆墩圳之利，過去盛產稻米。昭和時期，潭子信用販賣購買利用組合（今潭子區農會）在臺中線旁興建穀倉。依舊照片為1931年完工，原有10間穀倉，占地1732坪。台中市文化資產處指出，此穀倉具有日式鋸屋根式的屋頂與太子樓，內裝設偶柱式木桁架與閩南式穿斗，並有中央輸送帶與傾斜槽、通氣柱等現代化設備，見證當時產業建築的物環控制。其設計具有3項特色，位於車站附近便於運輸、機房與倉庫相接利於安裝輸送帶、倉庫內跨距大且3層樓高。其中長達21公尺的偶柱式木桁架，更是全台灣獨有。

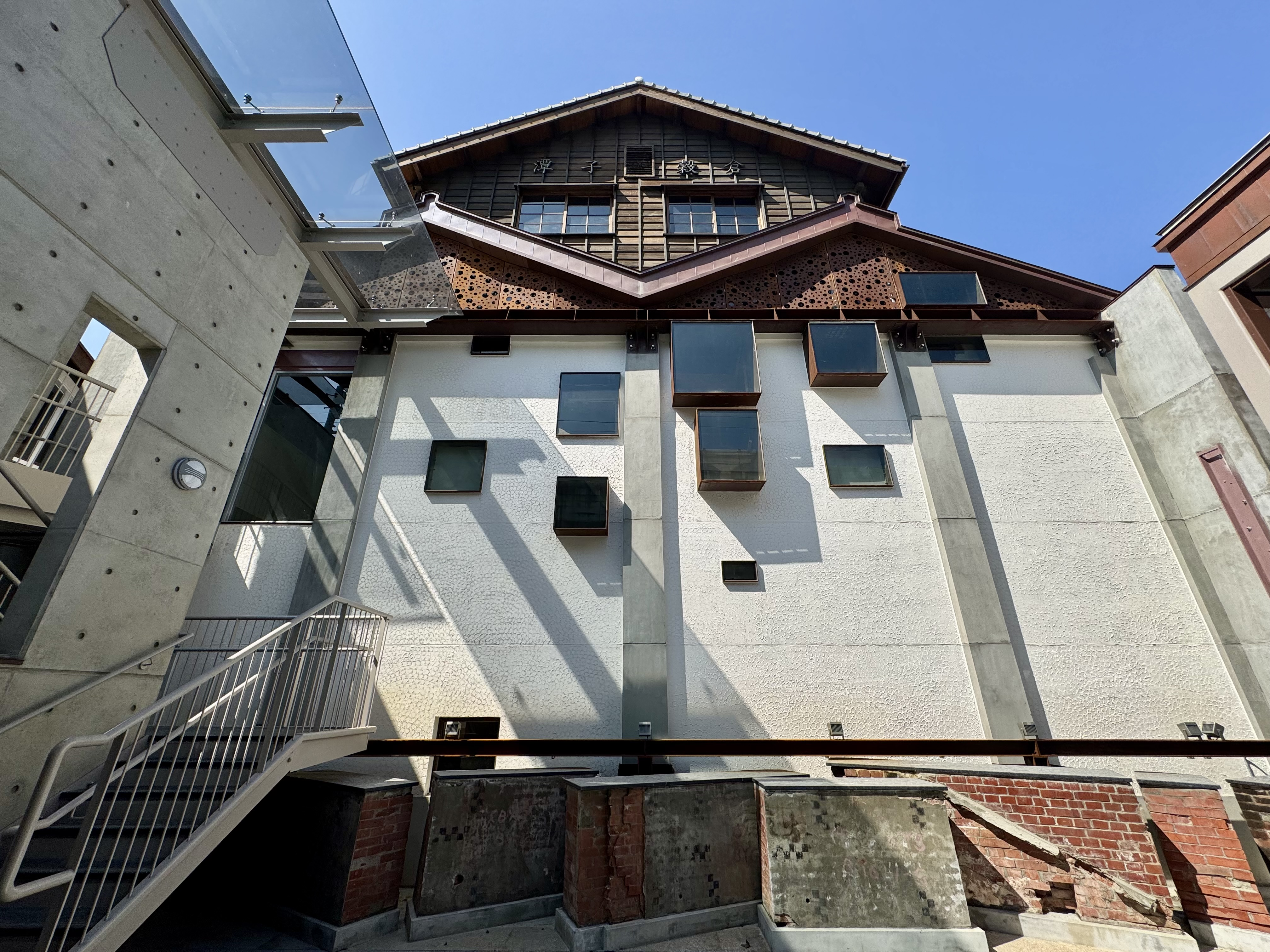
潭子農會碾米機房太子樓

據潭子農會總幹事林正長說，因潭子農會穀倉過去是潭子最高的建物，二戰時期逢盟軍空襲，他父親便會立即到此穀倉敲響空襲鐘。

## 保留、拆卸與修復

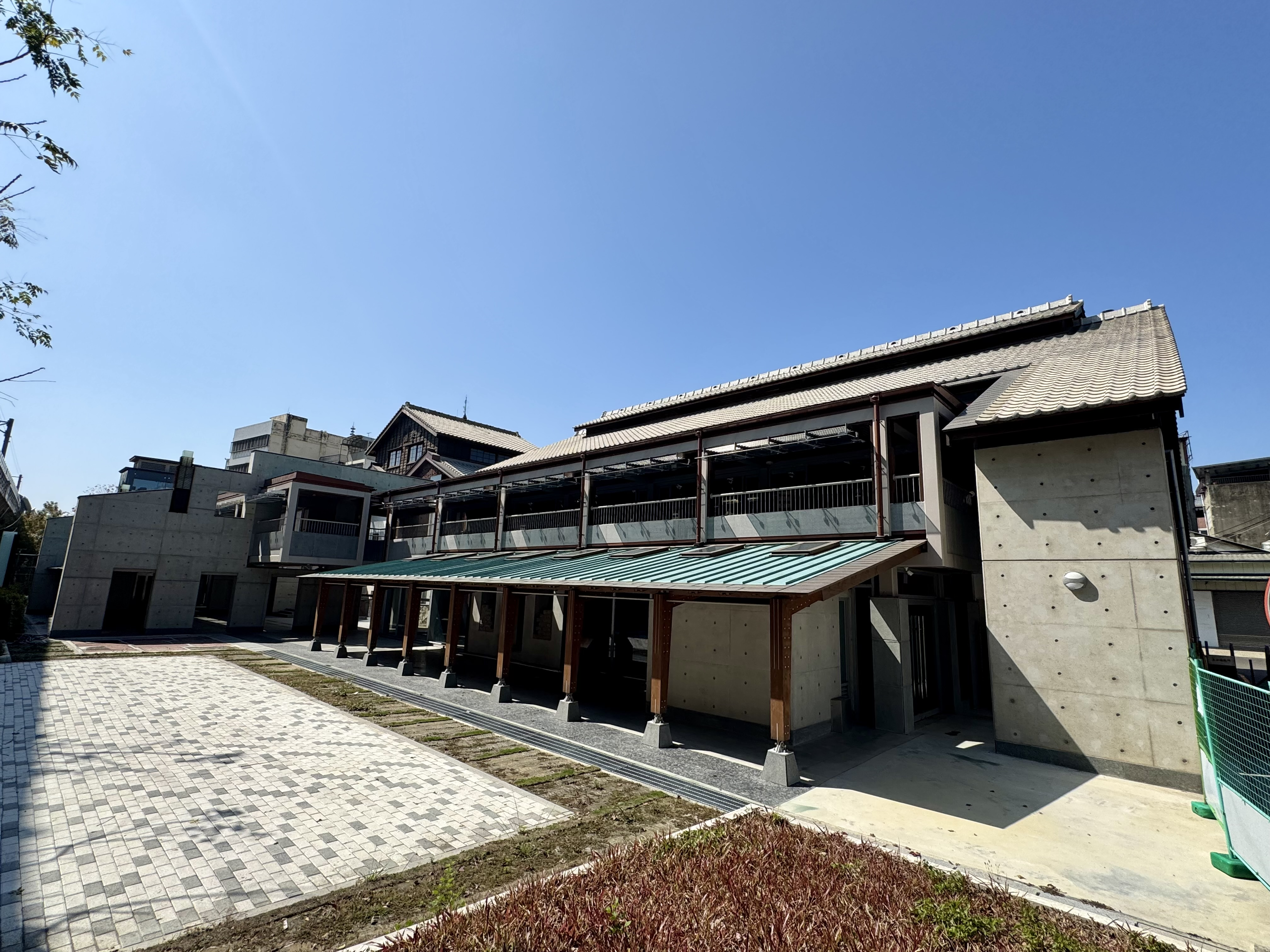
潭子農會穀倉東側

1970年，潭子加工出口區建立後，潭子經濟從農業轉為工業為主。至1980年代，隨著當地稻米生產銳減，加上東寶村的東寶倉庫啟用，潭子農會穀倉因此閒置。

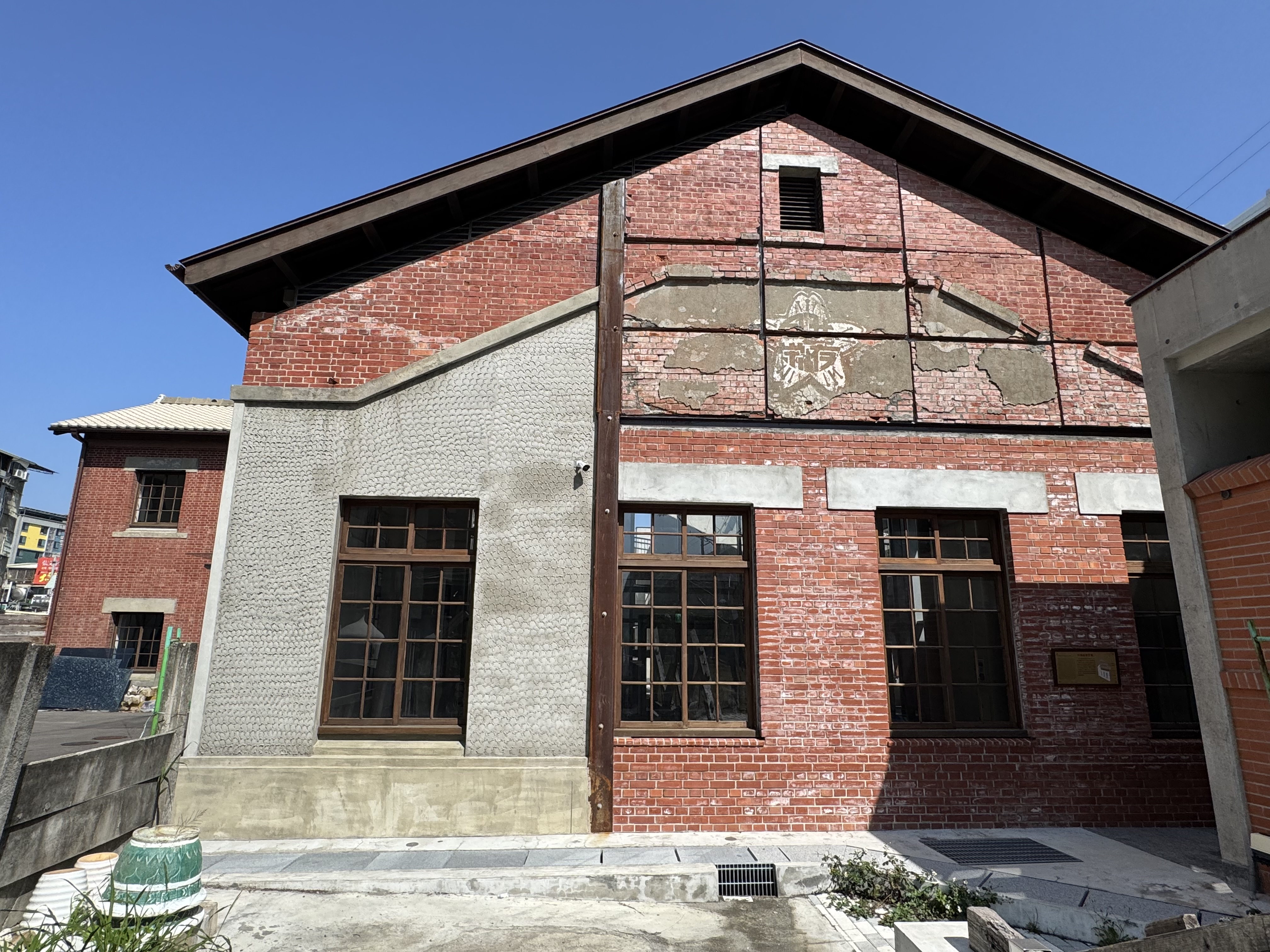
潭子農會糙米倉庫（牆面殘留「同榮共存」字樣）

2000年2月，潭子農會召開會員代表大會，決定拆除此穀倉以興建商業大樓。2003年1月24日，立委簡肇棟邀文建會專門委員施國隆、中縣文化局副局長王正雄來此，以求保留。2月26日，立委簡肇棟邀農會理事長邱水木民代等人舉行會議，達成以場地活化作為保留共識。為此，簡肇棟還特定去小樽運河參觀當地人把倉庫改建為現代商場的活化經營模式。
2011年7月，交通部鐵路改建工程局中區工程處為施作台中縣鐵路高架化工作，以拆解費新台幣800多萬、事前設計費300多萬元，將一旁的潭子農會穀倉三分之一拆除，逐一編碼作日後重建。
2018年8月22日，立委洪慈庸邀集文化部常務次長李連權、文化資產局古蹟聚落組組長張祐創、市府文化局副局長黃名亨、潭子農會總幹事林淑茵前往會勘，以作修復計畫。文化部文化資產局核定補助7000萬元；交通部鐵道局分攤3000萬元；潭子區農會也編列850萬元配合修復。後於2020年9月16日，開始修復工程。2024年1月29日竣工，11月11日文化資產處驗收完畢後點交給潭子區農會以作活化。